# سكيم (لغة برمجة)
سكيم (بالإنجليزية: Scheme)‏ (أي "المخطط")هي لغة برمجة وظيفية، وهي واحدة من أهم لهجتين للغة Lisp. على عكس اللهجة الرئيسية الأخرى  Common Lisp، تتبع سكيم فلسفة الاعتدال في تصميمها حيث تحديد معيارا أساسا صغيرا مع أدوات قوية لتمديد اللغة.